# Darren Criss
Darren Everett Criss (født 5. februar 1987) er en amerikansk skuespiller, sanger, sangskriver, instrumentalist og komponist. Han er også medstifter og medejer af StarKid Productions, som er et medie og musicaltrup med hovedsæde i Chicago, Illinois. Han er bedst kendt for sin rolle som Blaine Anderson, en åben homoseksuel high school student, i FOX tv-serien Glee.
Criss fik første gang opmærksomhed da han havde hovedrollen som Harry Potter i StarKid-musicalerne "A Very Potter Musical" og "A Very Potter Sequel", og "A Very Potter Senior-year" som havde stor succes på YouTube. I januar 2012, havde han sin Broadway debut som J. Pierrepont Finch i en genopsætning af "How to Succeed in Business Without Really Trying".

## Tidligt liv og uddannelse
Criss blev født i San Francisco, Californien, som den yngste søn af Cerina (født Bru) og Charles William Criss, en bankmand og en tidligere direktør for San Francisco Opera, den Philharmonia Baroque Orchestra, den Stern Grove Festival , og San Francisco Performances. Criss er af eurasiske afstamning - hans mor er fra Cebu, Filippinerne, og er af kinesisk, spansk og filippinsk afstamning, mens hans far, født af Pittsburgh, Pennsylvania, er af irsk afstamning. Han har en ældre bror ved navn Charles "Chuck" Criss (født 15. april , 1985), en musiker og medlem af indie rock band Freelance Whales. Criss og hans bror har boet i San Francisco, bortset fra 1988 til 1992, da familien flyttede til Honolulu, Hawaii, og deres far startede Eastwest Bank, hvor han tjener som bestyrelsesformand og Chief Executive Officer.
Criss' interesse for musik og scenekunst startede i sin tidlige barndom - i en alder af fem, begyndte han at tage violinundervisning, og da han var ti, blev han optaget i Young Conservatory program på American Conservatory Theater, samtidigt med at han gjorde hans faglige scenedebut, udført på musikteater-selskabet 42nd Street Moon. Criss senere blev en multi-instrumentalist, som mestrer violin, guitar, klaver, cello, mandolin, harmonika og trommer, og han begyndte at komponere sange i en alder af femten. 
Criss afsluttet sin grundskole på Stuart Hall for Boys, og senere uddannet fra Saint Ignatius College Preparatory i 2005, begge er private katolske skoler beliggende i San Francisco Bay Area. I løbet af sin tid på Saint Ignatius var han medlem af dramaklubben, hvor han blev belønnet med "Theater Arts Leadership" og "Fine Arts" awards, samtidig med at han var aktiv i skolens musikliv - han var en violinist i skoleorkesteret (hvor han havde stillingen som koncertmester), havde sit eget band, og blev kåret til "den mest sandsynligt for at vinde en Grammy" af sine kolleger. Fagligt, modtog han National Latin Exam Award i 2002 (Maxima Cum Laude) og 2003 (Magna Cum Laude). 
Criss havde hovedfag i teaterforestilling ved University of Michigan (han havde bifag i musikvidenskab og italiensk, indtil fravalgte det før eksamen), og opnåede en Bachelor of Fine Arts i 2009. 

## Personlige liv
I januar 2018, annoncerede Criss at han var blevet forlovet med Mia Swier.De blev gift den 16. februar 2019.

## Filmografi

### Film
| År   | Titel                                   | Rolle                      | Noter                   |
| ---- | --------------------------------------- | -------------------------- | ----------------------- |
| 2005 | I Adora You                             | Josh                       | Kortfilm, minor role    |
| 2009 | Walker Phillips                         | Elliott                    | Kortfilm                |
| 2010 | The Chicago 8                           | Yippee Man                 | Minor rolle             |
| 2011 | Glee: The 3D Concert Movie              | Blaine Anderson            | Koncert dokumentar      |
| 2012 | Girl Most Likely                        | Lee                        | Feature film debut      |
| 2013 | The Wind Rises                          | Katayama                   | Voice-over rolle        |
| 2013 | The Tale of the Princess Kaguya         | Sutemaru                   | Voice-over rolle        |
| 2014 | Stan Lee's Mighty 7                     | Micro                      | Voice-over rolle        |
| 2019 | Batman vs. Teenage Mutant Ninja Turtles | Raphael                    | Stemme; direct-to-video |
| 2019 | Midway                                  | Løjtnant Eugene E. Lindsey |                         |
| 2020 | Superman: Man of Tomorrow               | Clark Kent/Superman        | Stemme                  |